# Амулет

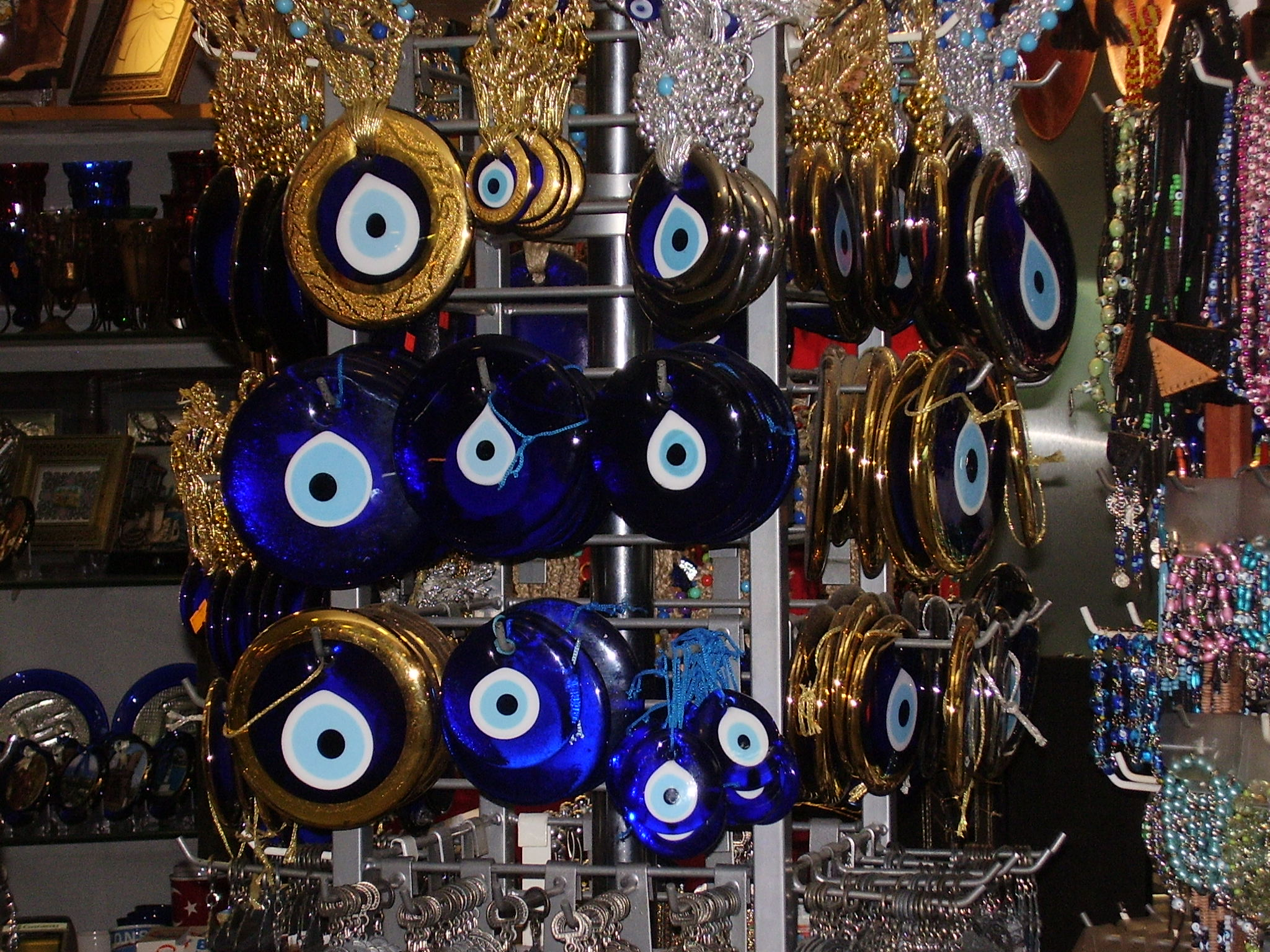
Назары, амулеты, якобы предохраняющие от «сглаза»

Амуле́т (от лат. amulētum < amoletum, сращение словосочетания amoli letum — «отврати смерть»), также о́бере́г или апотропе́й — предмет с приписываемыми ему магическими возможностями, который якобы должен принести счастье (энергетическое, та́инственное действие) и уберечь (защитное действие).

## Использование
В западном эзотеризме изготовление амулетов и талисманов является частью астральной или небесной магии, направленной на низведение определённых «астральных токов» и излучений в материальные тела (в том числе ради обережного исхода).
Амулеты носят на теле (часто как украшение) или на одежде, помещают в транспортные средства или в жилище, либо вешают вокруг скота. Они могут быть изготовлены из множества материалов, благодаря которым носитель должен быть пассивно «защищён».
Уже в первобытном обществе люди увешивали себя остатками убитой ими добычи (зубами и когтями), которые якобы должны были дать их носителю силу животного.
Амулеты находят применение в нетрадиционной медицине, в качестве защиты беременных, против сглаза и в качестве любовных чар. В амулете действует анимистское представление, будто бы на человека влияют магические силы, противодействовать которым он может амулетом.
Амулеты известны во всех религиях. С каменного века использовали раковины или жемчужины и особенные камни, как, например, янтарь и горный хрусталь.
У арабов амулеты — это маленькие кожаные сумки со вшитой бумагой, на которой написана сура Корана или магический знак. Подобное амулету положительное действие имеют в народных верованиях цветные металлы, особенно медь и латунь.

## Амулеты в культуре

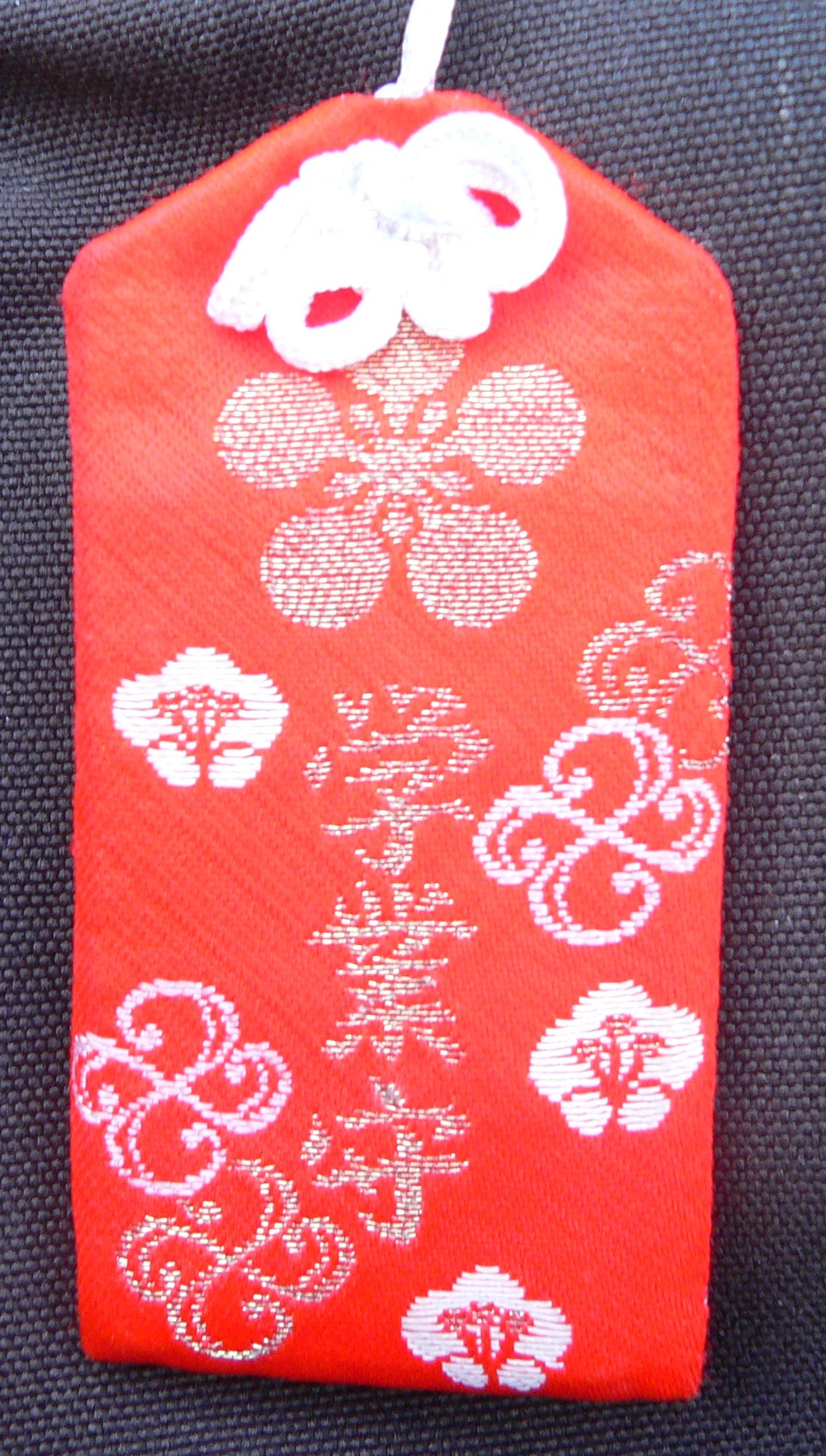
Омамори, японский амулет

- Древний Египет: изображения священного скарабея, узел, глаз Гора
- Ассирийцы: досочки с заклинаниями
- Китайцы: монеты с отверстиями, магические формулы («фу») в тайнописи
- Древние греки: абаскантон, байтил и Золотое руно
- Германская мифология: дубина Геркулеса, мьёльнир
- Индейцы Северной Америки: мешок с лекарствами
- Персы: стеклянные головки
- Евреи: Хамса (амулет)
- Государства Магриба: рука Фатимы
- Турки: назар или «глаз Фатимы» (камень от сглаза)
- Американцы: Кроличья лапка
- Индейцы: Ловец снов
- Японцы: Манэки-нэко

### В литературе
- В сказочной повести Эдит Несбит «История с амулетом» амулет перемещает ребят в прошлое на поиски его второй части.

## Отношение Церкви к амулетам
Христианская церковь крайне отрицательно относится к амулетам, причисляя их к атрибутам магии, считая их узами души для человека, а носящих амулеты, согласно христианскому учению, необходимо отлучать от Церкви. Это отношение было изложено ещё в раннем христианстве в IV веке Лаодикийский собор принял 36-й канон, строго запрещающий талисманы; правила этого собора стали канонами Церкви. В этом каноне сказано:

Не подобает освященным или причетникам, быти волшебниками, или обаятелями, или числогадателями, или астрологами, или делати так именуемыя предохранилища, которыя суть узы душ их. Носящих же оныя повелели мы извергати из церкви.

Предохранилища (ст.‑слав. съхранѥниꙗ; др.-греч. φυλακτήρια, от φῠλακτήριος — «несущий охрану»; лат. phylacteria) — это амулеты или талисманы.
Тому же учит и Иоанн Златоуст, говоря о том, что нельзя на новокрещённых младенцев надевать никакие талисманы или амулеты, «тогда как не следует возлагать на младенца ничего другого, кроме спасительного креста».
В Европе Церковь давно высказывалась против магии и оккультизма, к которым причислялись также амулеты, так как амулеты с позиции христианства являются предметами, связывающими с нечистой силой. Это, однако, не помешало народу использовать амулеты с христианским отношением.
Даже высокопоставленное католическое духовенство иногда имело амулеты. Например, в 1295 году в сокровищнице Святого Престола были зарегистрированы 15 ископаемых остатков зубов акул. Когда 9 февраля 1749 года от апоплексического удара умер архиепископ Ансельм Франц фон Вюрцбург, всю жизнь выступавший против суеверия и колдовства, на его груди нашли амулет из латунной жести, на которой были выгравированы пентаграмма и несколько магических формул.